# Onthophagus rarus
Onthophagus rarus är en skalbaggsart som beskrevs av Guérin-Méneville 1829. Onthophagus rarus ingår i släktet Onthophagus och familjen bladhorningar. Inga underarter finns listade i Catalogue of Life.